# Лю Цзиге
Лю Цзиге (кит. 刘子歌, пін. Liú Zǐgē, 31 березня 1989) — китайська плавчиня, олімпійська чемпіонка.

## Виступи на Олімпіадах
| Олімпіада  | Дисципліна                        | Місце |
| ---------- | --------------------------------- | ----- |
| Пекін 2008 | плавання на 200 метрів, батерфляй | 1     |